# خوسيه ماريا سولير غارسيا
خوسيه ماريا سولير غارسيا (بالإسبانية: José María Soler García)‏ هو لغوي ومؤرخ إسباني، ولد في 30 سبتمبر 1905 في بليانة في إسبانيا، وتوفي بنفس المكان في 25 أغسطس 1996.